# Kápolna
Kápolna est un village et une commune du comitat de Heves en Hongrie.

## Histoire
Voir la bataille de Kápolna (en) durant la Révolution hongroise de 1848.